# Santa Bárbara (California)
Santa Bárbara es una ciudad del condado de Santa Bárbara, en el estado de California (Estados Unidos). Según el censo de 2010 tenía una población de 88 410 habitantes. Fue fundada como una misión franciscana por fray Junípero Serra. La ciudad forma parte del Área metropolitana de Santa Bárbara-Santa María-Goleta.

## Geografía
Santa Bárbara se localiza aproximadamente a 140 kilómetros al noroeste de Los Ángeles, a lo largo de la costa del Pacífico. Su costa se extiende a lo largo de Santa Bárbara del Sur y al condado se le llama a menudo como la "Riviera italiana-americana" debido a su clima mediterráneo y su semejanza con la Costa Azul Francesa. Las Montañas Santa Ynez recorren la ciudad de este a oeste, y se elevan detrás de la ciudad con varios picos que exceden los 1200 metros.

### Clima
| Parámetros climáticos promedio de Santa Bárbara, California (1981–2010) | Parámetros climáticos promedio de Santa Bárbara, California (1981–2010) | Parámetros climáticos promedio de Santa Bárbara, California (1981–2010) | Parámetros climáticos promedio de Santa Bárbara, California (1981–2010) | Parámetros climáticos promedio de Santa Bárbara, California (1981–2010) | Parámetros climáticos promedio de Santa Bárbara, California (1981–2010) | Parámetros climáticos promedio de Santa Bárbara, California (1981–2010) | Parámetros climáticos promedio de Santa Bárbara, California (1981–2010) | Parámetros climáticos promedio de Santa Bárbara, California (1981–2010) | Parámetros climáticos promedio de Santa Bárbara, California (1981–2010) | Parámetros climáticos promedio de Santa Bárbara, California (1981–2010) | Parámetros climáticos promedio de Santa Bárbara, California (1981–2010) | Parámetros climáticos promedio de Santa Bárbara, California (1981–2010) | Parámetros climáticos promedio de Santa Bárbara, California (1981–2010) |
| Mes                                                                     | Ene.                                                                    | Feb.                                                                    | Mar.                                                                    | Abr.                                                                    | May.                                                                    | Jun.                                                                    | Jul.                                                                    | Ago.                                                                    | Sep.                                                                    | Oct.                                                                    | Nov.                                                                    | Dic.                                                                    | Anual                                                                   |
| ----------------------------------------------------------------------- | ----------------------------------------------------------------------- | ----------------------------------------------------------------------- | ----------------------------------------------------------------------- | ----------------------------------------------------------------------- | ----------------------------------------------------------------------- | ----------------------------------------------------------------------- | ----------------------------------------------------------------------- | ----------------------------------------------------------------------- | ----------------------------------------------------------------------- | ----------------------------------------------------------------------- | ----------------------------------------------------------------------- | ----------------------------------------------------------------------- | ----------------------------------------------------------------------- |
| Temp. máx. abs. (°C)                                                    | 31.7                                                                    | 31.7                                                                    | 35.6                                                                    | 38.3                                                                    | 38.3                                                                    | 39.4                                                                    | 42.2                                                                    | 37.2                                                                    | 40.6                                                                    | 39.4                                                                    | 36.1                                                                    | 33.3                                                                    | 42.2                                                                    |
| Temp. máx. media (°C)                                                   | 18.2                                                                    | 18.6                                                                    | 18.9                                                                    | 20.6                                                                    | 20.9                                                                    | 21.8                                                                    | 23.7                                                                    | 24.4                                                                    | 23.9                                                                    | 22.7                                                                    | 20.5                                                                    | 18.2                                                                    | 21.1                                                                    |
| Temp. mín. media (°C)                                                   | 8                                                                       | 8.9                                                                     | 9.9                                                                     | 11                                                                      | 12.6                                                                    | 14.2                                                                    | 15.8                                                                    | 15.8                                                                    | 15.3                                                                    | 13.4                                                                    | 10.2                                                                    | 8.2                                                                     | 11.9                                                                    |
| Temp. mín. abs. (°C)                                                    | -6.7                                                                    | -2.8                                                                    | -1.1                                                                    | -1.1                                                                    | 2.2                                                                     | 5.6                                                                     | 6.7                                                                     | 7.8                                                                     | 3.3                                                                     | 1.1                                                                     | -2.2                                                                    | -3.9                                                                    | -6.7                                                                    |
| Lluvias (mm)                                                            | 105.2                                                                   | 118.9                                                                   | 91.2                                                                    | 19.6                                                                    | 8.9                                                                     | 2.3                                                                     | 0.3                                                                     | 0.8                                                                     | 7.4                                                                     | 13.2                                                                    | 37.6                                                                    | 66.8                                                                    | 471.9                                                                   |
| Días de lluvias (≥ 0.01 in)                                             | 6.5                                                                     | 6.3                                                                     | 6.5                                                                     | 2.9                                                                     | 1.4                                                                     | 0.9                                                                     | 0.4                                                                     | 0.5                                                                     | 1.2                                                                     | 1.7                                                                     | 3.8                                                                     | 4.9                                                                     | 37                                                                      |
| Fuente: Western Regional Climate Center                                 |                                                                         |                                                                         |                                                                         |                                                                         |                                                                         |                                                                         |                                                                         |                                                                         |                                                                         |                                                                         |                                                                         |                                                                         |                                                                         |

## Historia
Los primeros habitantes fueron los indígenas chumash que se establecieron en modestas casas de madera y en las cuevas de las montañas Santa Ynez.
Fundada el 24 de marzo de 1782 con el nombre de Misión y Presidio de Santa Bárbara por fray Junípero Serra.

## Ciudades hermanadas
A fecha 1 de febrero de 2016 Santa Bárbara está hermanada con las siguientes ciudades:
- Dingle, Irlanda
- Salinas, Ecuador
- Kotor, Montenegro
- Patras, Grecia
- Puerto Vallarta, México
- San Juan, Filipinas
- Toba, Japón
- Weihai, China